# 萬保剛集團
萬保剛集團有限公司，簡稱萬保剛集團（英語：MOBICON GROUP LIMITED，港交所：1213），在1983年，由洪劍峰（創辦人及董事長）、楊敏儀（創辦人及首席執行官）、洪英峰（創辦人及常務董事），以及楊國樑（創辦人及常務董事）創立，基本上全都是家族成員。該公司前身為「萬保剛電子公司」。
該股份在2001年5月7日於香港交易所主板上市。招股價為1港元，發行股份和集資額，分別為50,000,000股，以及50,000,000萬港元。總部位於香港九龍新蒲崗太子道東704號新時代工貿商業中心7樓全層。
業務是在香港、中國內地，以及全球經營從事買賣及分銷電子零件、儀器、自動化組件、電腦產品及配件之業務。
另外，2009年，香港證監會，以及市場失當行為審裁處也曾檢控洪劍峰董事長為停職2年，其他職員也停職2年不等，以及合共罰款4555151.62港元，原因是市場失當行為問題。

## 連結
- Mobicon.com （页面存档备份，存于）